# Gornja Vrežina
Gornja Vrežina (cyr. Горња Врежина) – wieś w Serbii, w okręgu niszawskim, w mieście Nisz. W 2011 roku liczyła 1147 mieszkańców.